# Matyniów
Matyniów – wieś sołecka w Polsce położona w województwie świętokrzyskim, w powiecie koneckim, w gminie Smyków.
| SIMC    | Nazwa    | Rodzaj    |
| ------- | -------- | --------- |
| 0992585 | Piaski   | część wsi |
| 0992591 | Sachalin | część wsi |

W latach 1975–1998 miejscowość administracyjnie należała do województwa kieleckiego.
Przez miejscowość przepływa niewielka rzeka Czarna Taraska dopływ Czarnej.
Wierni Kościoła rzymskokatolickiego należą do parafii Matki Bożej Częstochowskiej w Miedzierzy.